# Nachtschlachtgruppe 9
Il Nachtschlachtgruppe 9 (NSG 9) fu un'unità di attacco al suolo della Luftwaffe formata verso la fine del 1943 nel teatro italiano per disturbare con bombardamenti notturni le azioni alleate e colpire le formazioni partigiane neile loro basi. Questa tattica era già stata sperimentata con successo dai sovietici sul fronte russo pur con l'impiego di velivoli obsoleti durante l'inverno 1941-1942.
Trasferita in Italia l'unità iniziò ad operare con i velivoli italiani C.R.42 e Caproni Ca.314 mentre dal gennaio 1944 cominciò l'addestramento sui più lenti ma affidabili Junkers Ju 87 Stuka.
Il battesimo del fuoco avvenne sul fronte di Anzio e nell'estate del 1944 il Gruppo operò dai campi dell'Italia Settentrionale. 
Dal libro di Beale (Nick Beale, “Ghost Bombers, the Moonlight War of NSG 9: Luftwaffe Night Attack Operations from Anzio to the Alps”) risulta che l’NSG 9 operò dall'Aeroporto di Ferrara-San Luca e dall'Aeroporto di Poggio Renatico nei mesi di agosto e settembre del 1944 a difesa della Linea Gotica.
Dal settembre 1944, a causa dell'avanzata del fronte, operò dalle basi di Ghedi, Villafranca di Verona e Bovolone.